# Ilha de São Pedro (São Pedro e Miquelão)

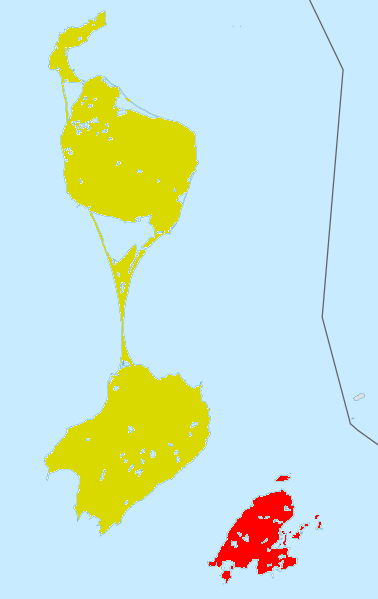
Ilha de São Pedro (em vermelho).

São Pedro (em francês: Saint-Pierre, nome também usado em português), é uma pequena ilha situada no Atlântico Norte, ao largo da costa leste do Canadá. É parte de São Pedro e Miquelão, uma coletividade de ultramar da França, e tem uma área de 25 km² e uma população de 5.888 habitantes em 2009, com uma densidade populacional de 236 hab/km². Nesta ilha estão localizados o aeroporto, o porto e a cidade de São Pedro (que é a capital do território). Sua superfície compreende uma comuna (município) homônima.